# Мягкохвостые малюры
Мягкохвостые малюры, или эму-крапивники (лат. Stipiturus) — род певчих птиц из семейства малюровых (Maluridae). Распространены в Австралии. К роду относят три вида. Естественными местами обитания представителей рода являются кустарниковые степи, пустоши, лугопастбищные угодья и заболоченные леса.
Это небольшие птицы, длиной 12—19 см, причем хвост примерно в два раза длиннее тела. Характеризуются своеобразным строением хвоста, в котором три пары рулевых перьев, стержни которых покрыты только редкими рассученными бородками, отчего эти перья похожи на перья эму.

## Классификация
Международный союз орнитологов включает в род три вида:
| Изображение | Русское название      | Научное название                 | Распространение                                      |
| ----------- | --------------------- | -------------------------------- | ---------------------------------------------------- |
|             | Stipiturus malachurus | Краснолобый мягкохвостый малюр   | прибрежные районы юго-востока и юго-запада Австралии |
|             | Stipiturus mallee     | Бледный мягкохвостый малюр       | северо-запад Виктории и юго-восток Южной Австралии.  |
|             | Stipiturus ruficeps   | Красноголовый мягкохвостый малюр | внутренние районы центральной части Австралии        |